# Rijksheerlijkheid Sulzbürg
Sulzbürg was een tot de Beierse Kreits behorende rijksheerlijkheid binnen het Heilige Roomse Rijk.
Sulzbürg was de stamzetel van een rijksministerialengeslacht, dat zich later van Wolfstein noemde. Sulzbürg werd het middelpunt van een uit twee enclaves bestaande rijksheerlijkheid Sulzbürg-Pyrbaum. In 1353 werd uitdrukkelijk erkend dat de heerlijkheid rijksvrij was. In 1354 werd de heerlijkheid vrij van keizerlijke gerechten. 
Naast de Obersulzbürg werd in 1403 ook de Niedersulzbürg verworven. De laatste burcht was sinds 1496 een rijksleen. Na 1480 worden Sulzbürg en Pyrbaum in de keizerlijke leenbrieven als afzonderlijke heerlijkheden beschouwd.
In 1522 werden de heren van Wolfstein tot rijksvrijheer verheven. Na 1561 werd de reformatie ingevoerd. Sinds 1668 hadden de vrijheren van Wolfstein een zetel in het college van de graven van Franken van de Rijksdag. In 1673 werden de vrijheren van Wolfstein tot rijksgraaf verheven. 
Na het uitsterven van de heren van Wolfstein in 1740 kwam de heerlijkheid op grond van een leenaanspraak van 1562 aan het keurvorstendom Beieren. Na het uitsterven van de keurvorsten van Beieren in 1777 kwam de heerlijkheid aan het Rijk. In 1779 werd de heerlijkheid door het rijk onder de regering van het keurvorstendom Beieren gesteld.